# Président de la Maneaba ni Maungatabu
Le président du Parlement des Kiribati (en anglais, Speaker) préside les sessions de l'assemblée unicamérale de la république des Kiribati, selon le système de Westminster.
Cette fonction est introduite par l'article 71 de la Constitution adoptée en 1979, à l'indépendance du pays du Royaume-Uni mais préexistait dans les assemblées de la colonie. Le président du Parlement est élu par les députés, et ne peut être choisi parmi les députés eux-mêmes. Est éligible pour la présidence toute personne qui serait éligible pour être députée. Il peut être démis de ses fonctions par la volonté des deux tiers des députés. Il ne dispose pas du droit de voter à l'Assemblée (article 73(2)), n'étant pas un membre élu par les citoyens. 
Parmi ses principales fonctions, le président du Parlement « organise les débats et fixe les temps de parole ; examine la recevabilité des questions, des pétitions et des propositions de loi ; […] ouvre et lève les séances […] ; peut suspendre les débats pour de courtes périodes ; fait respecter les dispositions constitutionnelles et réglementaires ; […] est responsable de la discipline à l'intérieur de l'Assemblée […] ; fixe la liste des orateurs [et leur] donne et retire la parole ; fait procéder au vote, en détermine les modalités, vérifie les opérations de vote et annule le vote en cas d'irrégularités ».
Il n'y a pas de vice-président du Parlement. En cas d'absence du président, le Parlement élit à titre provisoire un président de séance parmi les députés (article 72 de la Constitution) ; en quel cas, le président de séance dispose d'un droit de vote, mais uniquement pour départager une stricte égalité au sein du Parlement (article 73(2)).
Le président du Parlement est par ailleurs l'un des trois membres du Conseil d'État (article 49 de la Constitution), instance présidée par le président de la Commission du service public, et dont le troisième membre est le président de la Haute Cour. Le seul rôle du Conseil d'État est d'assurer par intérim les fonctions de chef de l'État si le président de la République est démis de ses fonctions par le Parlement.

## Liste des présidents du Parlement
Depuis 1979, les personnes suivantes ont assuré la présidence du Parlement :
- Rota Onorio (1979-1982)
- Matita Taniera (1982-1987)
- Beretitara Neeti (1987-1994)
- Tekiree Tamuera (1994-2002)
- Taomati Iuta (2003)
- Etera Teangana (2003-2007)
- Taomati Iuta (2007-2015)[4]
- Teatao Teannaki (5 février 2016 - 11 octobre 2016)
- Tebuai Uaai (décembre 2016 - 14 novembre 2019)
- Tangariki Reete (22 mai 2020 - 13 septembre 2024)
- Willie Tokataake (depuis le 13 septembre 2024)